# Relais 4 × 400 mètres féminin aux championnats du monde d'athlétisme 2003
Navigation
Edmonton 2001 Helsinki 2005
L'épreuve du relais 4 × 400 mètres féminin des championnats du monde d'athlétisme 2003 s'est déroulée les 30 au 31 août 2003 au Stade de France à Saint-Denis, en France. Elle est remportée par l'équipe des États-Unis (Me'Lisa Barber, Demetria Washington, Jearl Miles Clark et Sanya Richards).

## Résultats

### Finale
| Rang               | Pays        | Athlètes                                                                  | Temps         | Notes |
| ------------------ | ----------- | ------------------------------------------------------------------------- | ------------- | ----- |
| Médaille d'or      | États-Unis  | Me'Lisa Barber Demetria Washington Jearl Miles Clark Sanya Richards       | 3 min 22 s 63 | WL    |
| Médaille d'argent  | Russie      | Olesya Zykina Yuliya Pechonkina Anastasiya Kapachinskaya Natalya Nazarova | 3 min 22 s 91 | SB    |
| Médaille de bronze | Jamaïque    | Sandie Richards Allison Beckford Ronetta Smith Lorraine Fenton            | 3 min 22 s 92 | SB    |
| 4                  | Allemagne   | Claudia Marx Birgit Rockmeier Claudia Hoffmann Grit Breuer                | 3 min 26 s 25 | SB    |
| 5                  | Pologne     | Monika Bejnar Malgorzata Pskit Anna Jesien Grazyna Prokopek               | 3 min 26 s 64 | SB    |
| 6                  | Royaume-Uni | Lee McConnell Jennifer Meadows Catherine Murphy Tasha Danvers-Smith       | 3 min 26 s 67 |       |
| 7                  | Cameroun    | Mireille Nguimgo Carole Kaboud Mebam Delphine Atangana Hortense Bewouda   | 3 min 27 s 08 | NR    |
| —                  | Sénégal     | Fatou Bintou Fall Mame Tacko Diouf Aminata Diouf Amy Mbacke Thiam         | DQ            |       |

## Légende
Records et Performances
- AR : Record continental (area record)
- CR : Record des championnats (championship record)
- MR : Record du meeting (meet record)
- NR : Record national (national record)
- OR : Record olympique (olympic record)
- PR : Record paralympique (paralympic record)
- PB : Record personnel (personal best)
- SB : Meilleure performance personnelle de la saison (season's best)
- WL : Meilleure performance mondiale de l'année (world leader)
- WJR : Record du monde junior (world junior record)
- WR : Record du monde (world record)

Circonstances et Conditions
- DNF : N'a pas terminé (did not finish)
- DNS : N'a pas pris le départ (did not start)
- DQ : Disqualification (disqualification)
- NM : Aucun essai valable enregistré (No Mark)
- Q : Qualifié « directement » au prochain tour (ou à la prochaine compétition), lors d'une compétition majeure, grâce au classement ou à la réalisation des minima (automatic qualifier)
- q : Qualifié au prochain tour (ou à la prochaine compétition), lors d'une compétition majeure, grâce au repêchage ou à la réalisation de l'une des meilleures performances parmi celles des « non qualifiés directement » (grâce au meilleur temps ou à la meilleure distance par exemple) (secondary qualifier)